# Prokoenenia sarcodactylica
Espèce
Prokoenenia sarcodactylica est une espèce de palpigrades de la famille des Prokoeneniidae.

## Distribution
Cette espèce est endémique de Pékin en Chine. Elle se rencontre dans le district de Fangshan dans la grotte Jinhua.

## Description
La femelle juvénile holotype mesure 2 150 μm.

## Publication originale
- Bu, Souza & Mayoral, 2021 : « New and interesting palpigrades (Arachnida, Palpigradi) of the genera Koeneniodes Silvestri, 1913 and Prokoenenia Börner, 1901 from Asia. » Zootaxa, no 4990(1), p. 45-64.